# Bataille de Tarente (1940)
Pour les articles homonymes, voir Bataille de Tarente.
Seconde Guerre mondiale
Batailles
1940
- Vado
- Siège de Malte
- Club Run
- Convoi Espero
- Mers el-Kébir
- Punta Stilo
- Cap Spada
- Hurry
- Cap Passero
- MB.8
- Tarente
- Détroit d'Otrante
- White
- Cap Teulada

1941
- Excess
- Convoi AN 14
- Grog
- Abstention
- Baie de La Sude
- Cap Matapan
- Îles Kerkennah
- Crète
- Galite
- Substance
- Halberd
- Convoi Duisburg
- Cap Bon
- Syrte (1941)
- Rade d'Alexandrie

1942
- Syrte (1942)
- Calendar
- Bowery
- Albumen
- Harpoon
- Vigorous
- Pedestal
- Agreement
- Torch
- Stoneage
- Sabordage de la flotte française à Toulon
- Portcullis
- Banc de Skerki
- Olterra (navire auxiliaire)
- Raid sur Alger

1943
- Zouara
- Convoi de Cigno
- Convoi de Campobasso
- Corkscrew
- Husky
- Gela
- Scylla
- Pietracorbara
- Dodécanèse
  - Rhodes
  - Leros
  - Kos
- Convoi KMF-25A

1944
- Ist
- Raid sur Santorin
- Raid sur Symi
- Port-Cros
- La Ciotat
- Île de Pag

1945
Mer Ligure
- Convois alliés
  - convois de Malte
- Campagne des U-boote
- Campagne adriatique

La bataille de Tarente est une opération aérienne de la Seconde Guerre mondiale qui a eu lieu dans la nuit du 11 au 12 novembre 1940, en même temps que la bataille du détroit d'Otrante, durant l'opération MB.8. Elle est appelée en:Operation Judgment  par les Britanniques et notte di Taranto en italien.
Le Fleet Air Arm torpille, cette nuit-là, plusieurs navires de la Regia Marina, alors mouillés dans le port de Tarente. 

## Prémices
Toutes les bases navales italiennes sont alors bien équipées pour la réparation des navires, et celle de Tarente ne fait pas exception, disposant de grands bassins de carénage et toutes les pièces nécessaires pour réparer les machines et l'artillerie embarquée. Mais  la protection contre des attaques navales ou aériennes a de graves carences :
- Les batteries anti-aériennes sont insuffisantes en nombre et en calibre; l'absence de radar ne permet pas de détecter des avions ennemis en approche; les quelques vieux projecteurs sont trop faibles pour voir les attaquants; les aérophones qui les guident datant de la Première Guerre.
- La protection contre les torpilles repose sur des filets peu nombreux du fait du manque de matière première [1]

## Contexte
En août 1940, deux imposants navires de guerre de la Regia Marina entrent en service : le Vittorio Veneto et 'le 'Littorio.
Longs de 238 mètres, ils filent 30 nœuds et déplacent 41 300 t standard. À elle seule, leur protection pesait 13 600 t. Leur artillerie se composait de 9 canons de 381 mm en trois tourelles triples, de 12 canons de 152 mm en tourelles triples et de 12 pièces simples de 90 mm contre-avions. Ils étaient également armés de 4 canons de 120 mm pouvant tirer des obus éclairants, 20 canons anti-aériens de 37 mm et 30 de 20 mm.
Deux mois plus tard, les troupes italiennes envahirent l'Épire, dans le cadre de la guerre italo-grecque, obligeant la Grande-Bretagne à s'impliquer militairement aux côtés de la Grèce, autant pour éviter que les Italiens ne finissent par contrôler la mer Égée, mettant ainsi en péril Alexandrie, que pour dissuader la Turquie d'entrer dans le conflit au sein de l'Axe.
Cela entraîna une forte augmentation du nombre de convois maritimes britanniques partant de l'Égypte pour apporter une fourniture sans cesse plus importante de matériel de guerre aux ports grecs et à l'île de Malte, place forte britannique stratégique située entre la Sicile et la Tunisie, près de laquelle passaient les convois maritimes italiens en route vers la Libye.
Ces manœuvres se déroulant à proximité de Tarente, l'amirauté britannique se méfiait des navires italiens qui y étaient basés et qui auraient pu facilement rejoindre et couler ses convois de navires marchands.

## L’opérationJudgement
La Royal Navy, en la personne du commandant en chef de la Mediterranean Fleet, l'amiral Andrew Cunningham, décida alors de préparer une opération pour couler ou endommager les unités navales italiennes basées à Tarente. Elle perfectionna un plan d'attaque nocturne avec des avions torpilleurs Fairey Swordfish mis au point en 1935 par l'amiral Lumley Lyster lors de la deuxième guerre italo-abyssine. Ce plan, très risqué, reposait essentiellement sur le facteur surprise. Les porte-avions d'où devaient décoller les avions accomplissant la mission devaient se rapprocher à moins de 130 nautiques de la côte italienne, au risque d'être découverts par l'ennemi. En outre, la rade devait être illuminée en recourant à des avions illuminateurs, pendant que les avions-torpilleurs volaient au ras de l'eau pour éviter les batteries anti-aériennes et éviter que les torpilles ne s'enfoncent dans la vase de la rade. En fait, si les navires italiens avaient étendu les couvertures de fumigènes, la mission aurait certainement été un échec.
L'opération débuta le 6 novembre 1940 : les navires de ligne Malaya, Ramillies, Valiant et Warspite, le porte-avions Illustrious, les croiseurs Gloucester et York ainsi que 13 destroyers, partirent d'Alexandrie vers Malte, dans les alentours de laquelle se trouvait le porte-avions Eagle.
Le 8 novembre, alarmé par ces manœuvres dans la Méditerranée, le Commandement suprême de la Marine italienne envoya une unité de contre-torpilleurs, torpilleurs et sous-marins en patrouille dans le canal de Sicile et fit rassembler dans la base de Tarente la plus grosse partie de la force navale italienne.
Les navires britanniques atteignirent Malte dans la journée du 10 novembre et le jour suivant le porte-avions Illustrious commença à se diriger vers le point de rendez-vous pour lancer ses avions vers Tarente. Le porte-avions Eagle, pour sa part, ne put pas appareiller à cause d'une avarie moteur. Ce contre-temps diminua le nombre d'avions disponibles mais n'empêcha pas l'opération d'avoir lieu.
Les avions britanniques effectuèrent des reconnaissances de Tarente jusque dans la soirée du 11 novembre. Lorsque la Royal Navy apprit que les cuirassés Andrea Doria, Caio Duilio, Conte di Cavour, Giulio Cesare, Littorio et Vittorio Veneto, les croiseurs lourds Bolzano, Fiume, Gorizia, Pola, Trento, Trieste et Zara, les deux croiseurs légers Luigi di Savoia Duca degli Abruzzi et Giuseppe Garibaldi et plusieurs contre-torpilleurs et torpilleurs s'étaient regroupés dans les deux rades de Tarente ; cela fit dire à l'amiral Andrew Cunningham que « Tous les oiseaux étaient dans le nid ».
Quatre-vingt-sept ballons de barrage étaient prévus pour défendre le port, mais les mauvaises conditions climatiques des journées précédentes en avaient arraché soixante et ils n'avaient pas encore pu être remplacés par manque d'hydrogène.
Les unités navales étaient protégées par des filets pare-torpilles, mais seulement 4 200 des 8 600 mètres nécessaires pour une défense efficace étaient disposés. Ces filets n'étaient en outre tendus qu'à 10 mètres de profondeur, laissant ainsi un espace non protégé entre eux et le fond marin. L'amiral Inigo Campioni avait en outre demandé que les filets de protection soient placés à une distance permettant aux navires d'appareiller rapidement sans devoir retirer les protections auparavant.

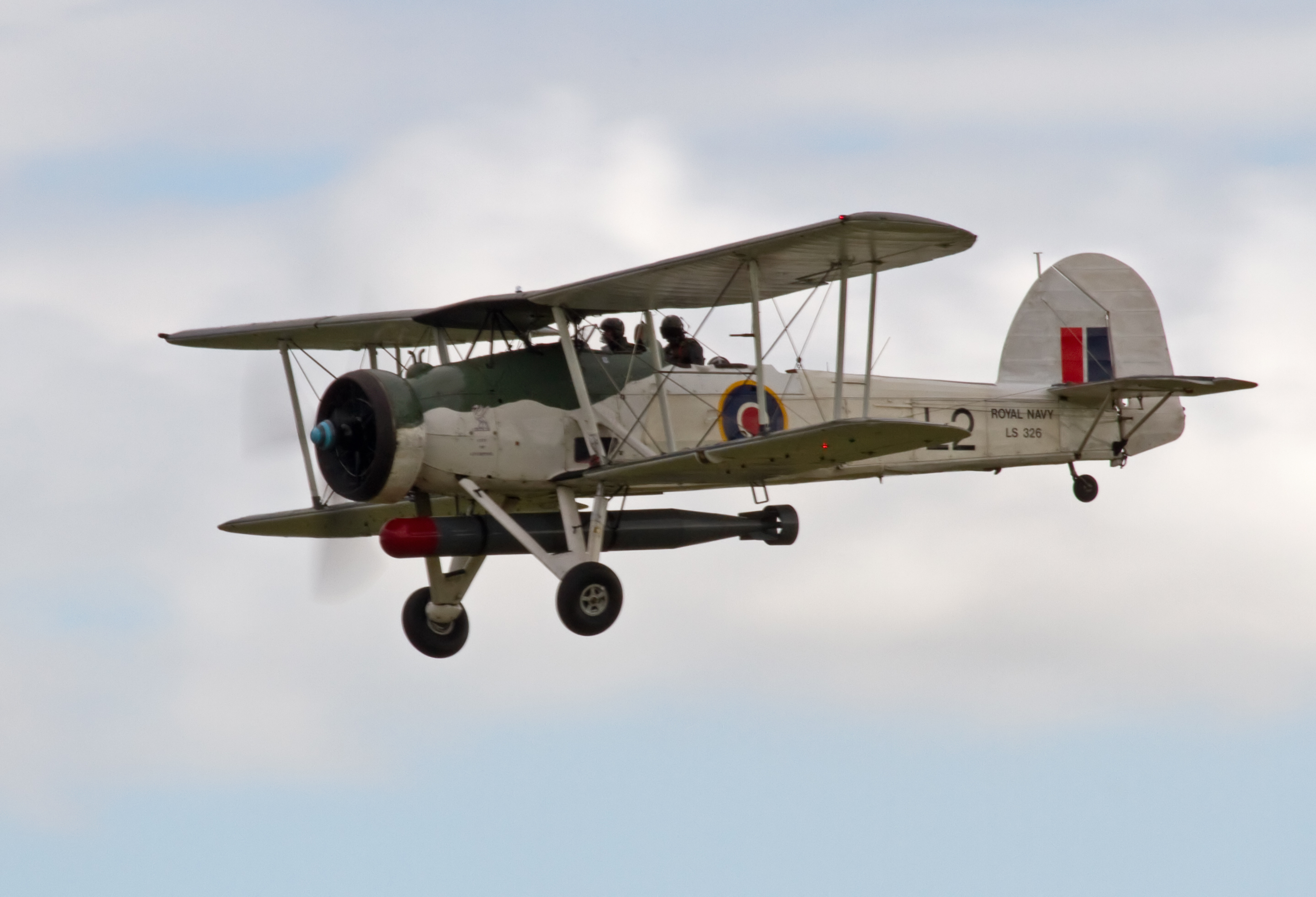
Bombardier-torpilleur Fairey Swordfish.

À 20 h 30, les avions de la première vague d'attaque décollèrent du porte-avions Illustrious. Ils arrivèrent sur l'objectif quelques minutes avant 23 h 0 et furent accueillis par un puissant tir de barrage. Deux feux de Bengale furent lancés pour illuminer le profil des cibles, pendant que six avions-torpilleurs Fairey Swordfish descendaient à faible altitude pour torpiller. Un premier avion, qui allait être abattu, lâcha une torpille qui déchira le flanc gauche du Conte di Cavour, deux autres visèrent l’Andrea Doria, sans parvenir à le toucher.
En même temps, quatre autres avions-torpilleurs endommagèrent les contre-torpilleurs Libeccio et Pessagno et bombardèrent les dépôts de carburant. À 23 h 15, deux avions-torpilleurs attaquèrent en même temps le Littorio, le touchant à bâbord et à tribord, pendant que le dernier Swordfish lançait sans succès une torpille contre le Vittorio Veneto.
Les avions de la première vague se retirèrent à 23 h 20, remplacés dix minutes plus tard par ceux de la seconde vague. Malgré le tir de barrage, un premier Swordfish lança une torpille sur le Caio Duilio, le touchant à tribord, pendant que deux avions-torpilleurs touchaient le Littorio. Un autre avion visa le Vittorio Veneto, qui fut une nouvelle fois épargné, pendant qu'un second Swordfish était abattu alors qu'il tentait d'attaquer le Gorizia. Enfin, une dernière attaque endommagea gravement le croiseur Trento. Les derniers avions se replièrent à 0 h 30 le 12 novembre.

## Conséquences
L'attaque de Tarente a fait 59 victimes. En 90 minutes, les avions-torpilleurs de la Royal Navy ont causé des dommages importants à la force navale italienne. Les Britanniques avaient réussi à immobiliser ou détruire la moitié des cuirassés de la Regia Marina. La Marine italienne perdit ainsi une grande partie des moyens qui lui étaient nécessaires pour assurer la protection des convois destinés à la Libye, ce qui entraîna la perte rapide d'une grande quantité des approvisionnements destinés au front libyen.

### Leçon tactique
Le résultat de l'incursion démontra surtout combien était erronée la conviction selon laquelle les avions-torpilleurs ne pourraient toucher les navires à l'intérieur des bases, à cause des hauts-fonds, mais surtout, cette attaque marqua un tournant dans les stratégies de guerre maritime, confiant à l'aviation et donc aux porte-avions un rôle essentiel dans les combats futurs.
Elle inspira les Japonais pour leur attaque de Pearl Harbor le 7 décembre 1941. En effet, en mai 1941, l'attaché militaire naval du Japon à Berlin, Takeshi Naito, se rend à Tarente avec une mission militaire japonaise pour enquêter et analyser l'attaque. Ses observations furent ensuite transmises à l'amirauté japonaise.